# Крігер (місячний кратер)
Кра́тер Крі́гер (лат. Krieger) — невеликий метеоритний кратер у східній частині Океану Бур на видимому боці Місяця. Назва присвоєна на честь німецького селенографа Йоганна Непомука Крігера (1865—1902) і затверджена Міжнародним астрономічним союзом у 1935 році. Утворення кратера відбулось у пізньоімбрійському періоді.

## Опис кратера

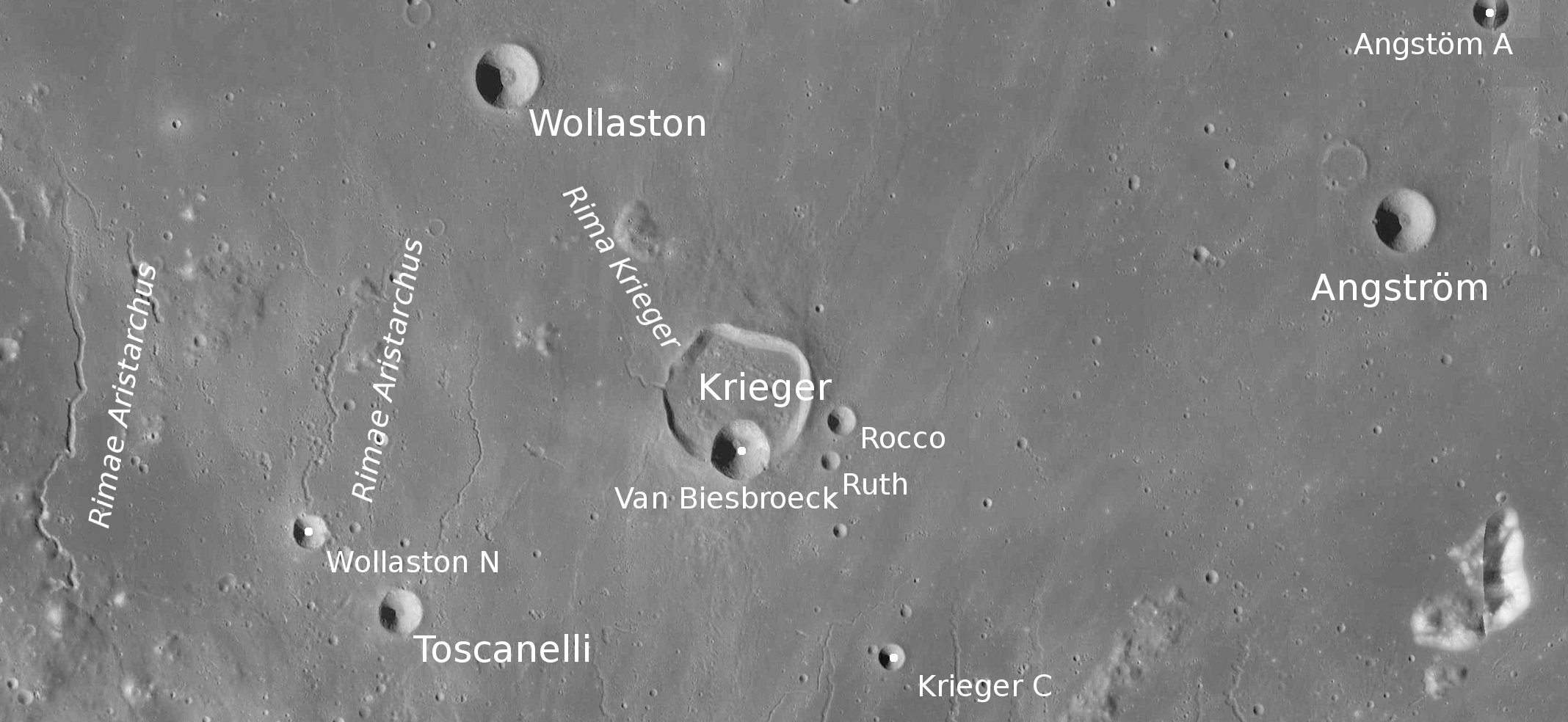
Околиці кратера Крігер. Світлина зонда Lunar Reconnaissance Orbiter

Найближчими сусідами кратера Крігер є: кратер Волластон на північному заході; кратер Ангстрем на сході північному сході; маленькі кратери Рокко та Руф на сході і кратер Тосканеллі на південному заході. На захід від кратера розташовані борозни Аристарха; на північному заході до нього прилягає борозна Крігера; на південному сході знаходяться Борозни Принца і, за ними, гори Харбінгер; на півдні знаходиться ще одна гілка борозен Аристарха; на південному заході — Уступ Тосканеллі. Селенографічні координати центру кратера 29°01′ пн. ш. 45°37′ зх. д. / 29.02° пн. ш. 45.61° зх. д., діаметр 22,9 км, глибина 0,95 км.
Кратер Крігер має полігональну форму, зруйнований помірно, південну частину перекриває кратер Ван Бісбрук. Вал з чітко окресленою гострою крайкою має гладкий внутрішній схил, в західній частині валу розташований невеликий розрив від якого відходить борозна Крігера. Висота валу над навколишньою місцевістю сягає 810 м, об'єм кратера становить приблизно 300 км³. Дно чаші пересічене, з безліччю пагорбів.

## Сателітні кратери
| Крігер | Координати                                                | Діаметр, км |
| ------ | --------------------------------------------------------- | ----------- |
| C      | 12°04′ пн. ш. 37°52′ сх. д. / 12.07° пн. ш. 37.86° сх. д. | 8,1         |

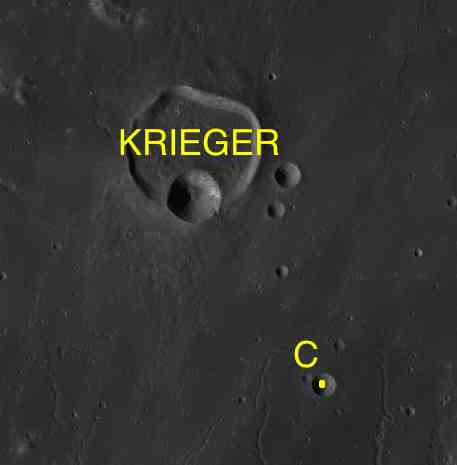
Фрагмент мапи LAC-39.

- Сателітний кратер Крігер D у 1976 році було перейменовано Міжнародним астрономічним союзом на кратер Рокко.